# Grynig nållav
Grynig nållav (Chaenotheca chrysocephala) är en lavart som först beskrevs av Turner ex Ach., och fick sitt nu gällande namn av Theodor 'Thore' Magnus Fries. Grynig nållav ingår i släktet Chaenotheca och familjen Coniocybaceae.  Arten är reproducerande i Sverige. Inga underarter finns listade i Catalogue of Life.